# 谢岗镇

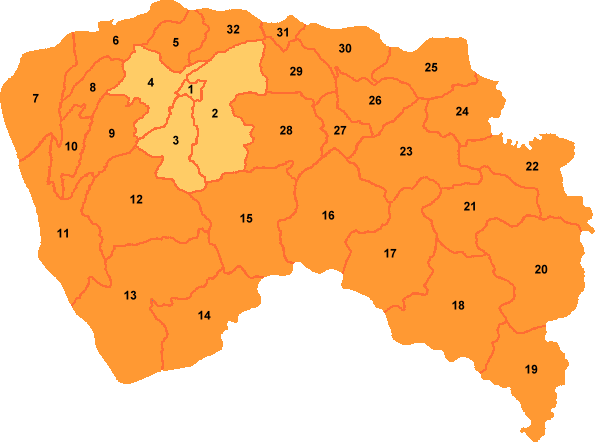
东莞地图

谢岗镇，是中国广东省东莞市下辖的一个镇。总面积103平方公里，常住人口10.62萬人，謝崗镇下辖12个村和社区。镇内京九铁路跨境而过。鎮人民政府駐廣場中路1號。

## 簡介
谢岗的工业以电子、五金、玩具、纺织制衣、保健食品等行业为主，2002年，全镇国内生产总值6.09亿元。
谢岗山清水秀，有七万多亩的原始山林和湖泊，处处飘洒着鲜活林木的幽香，海拔898米的东莞第一峰银瓶嘴高耸于此，银瓶山森林公园、崖山森林公园环境优美，是市民悠闲游乐的好去处。
目前谢岗镇已发展成为发达的制造业基地和集生态旅游、娱乐休闲、消费购物为一体的经济繁荣、人和地兴的现代化绿色城镇。

## 地理
位于东莞市东部，东与惠州市接壤，距惠州市30公里，西至樟木头火车站10公里，南达深圳市60公里。東莞第一高峰——銀瓶嘴座落本镇。

## 行政区划
谢岗镇下辖以下地区：
泰园社区、黎村、南面村、窑山村、大龙村、大厚村、谢山村、谢岗村、赵林村、曹乐村、五星村和稔子园村。

## 人口
根據東莞市第七次全国人口普查公報顯示，截至2020年11月1日零時，謝崗鎮常住人口為106152人。

## 交通
京九（广梅汕）铁路贯穿全镇
- 京九铁路：谢岗站